# Castellà equatoguineà

Extensió de l'idioma castellà a l'Àfrica, en vermell s'assenyala el castellà equatoguineà.

El castellà equatoguineà és la modalitat del castellà utilitzada a la República de Guinea Equatorial a la zona de l'Àfrica Occidental. El 87,7% dels habitants de Guinea Equatorial coneixen aquesta llengua, encara que per a la major part és només una segona llengua, i s'estima que només el 13,7% té un domini del castellà similar al d'un parlant de castellà com a llengua materna. El castellà equatoguineà està regulat per l'Acadèmia Equatoguineana de la Llengua Espanyola.

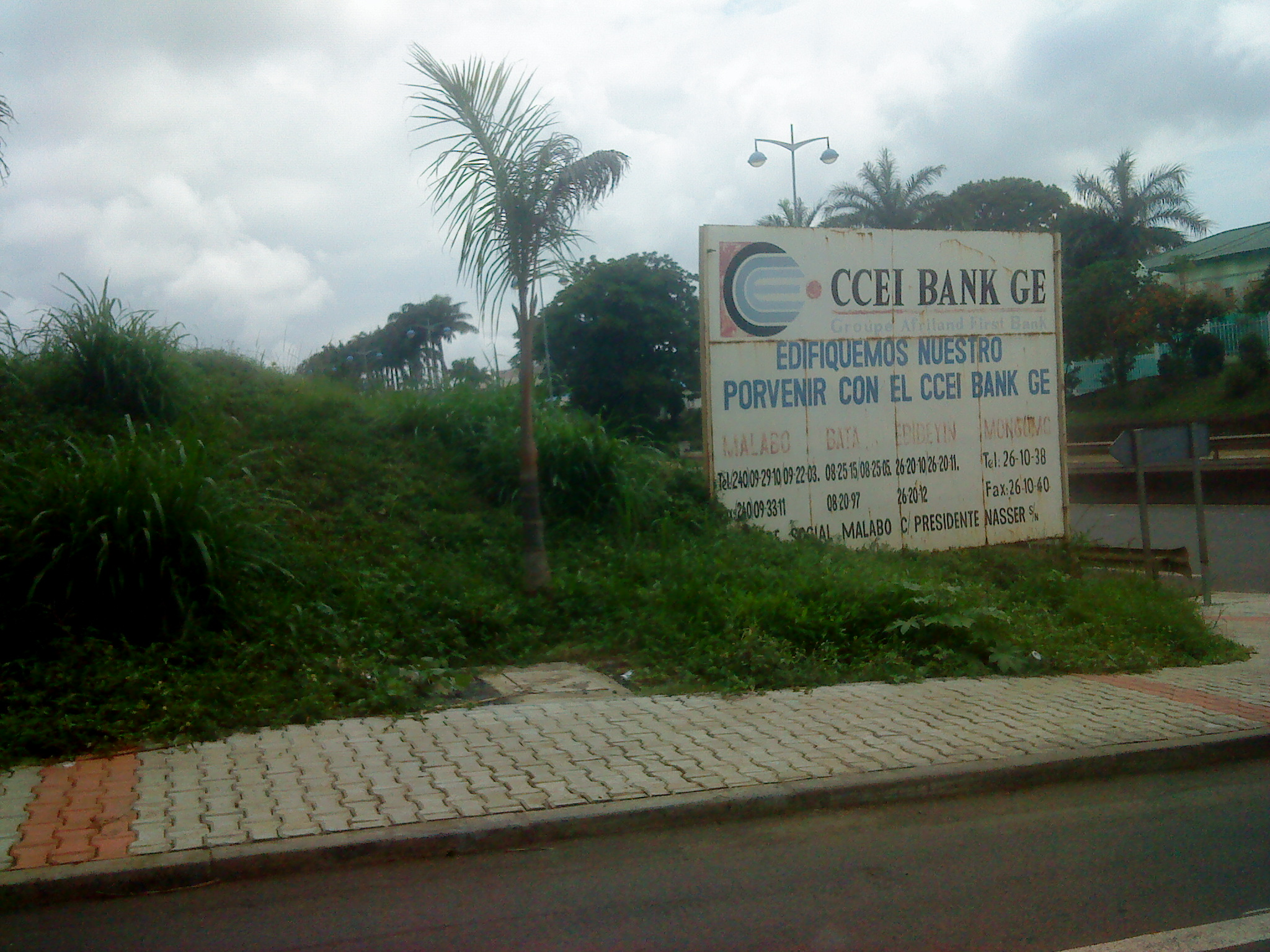
Cartell en castellà en un carrer de Malabo.

El castellà és oficial a Guinea Equatorial des de la seva independència, junt amb el francès (des de 1998), i més recentment amb el portuguès (des de 2007). Essent el principal idioma oficial, el castellà és parlat per una gran part de la població del país, sempre com a segona llengua.

## Aspectes històrics, socials i culturals

### Història
La Guinea Espanyola va ser el petit territori africà (illes Annobón i Fernando Poo) que Espanya va obtenir de Portugal a canvi de diversos territoris americans mitjançant el Tractat de San Ildefonso (1777) i el Tractat del Pardo en 1778. La colonització efectiva de la zona continental només va començar a la fi del segle xix. Al país li va ser concedida la independència el 12 d'octubre de 1968.
Pel Tractat del Pardo, en 1778 Portugal cedeix Guinea Equatorial a Espanya. En la segona meitat del segle xix començarà la seva colonització efectiva, fins que en 1968 Guinea Equatorial aconsegueix la seva independència. Després de la independència, amb la dictadura de Francisco Macías Nguema, l'espanyol va ser perseguit, encara que es va mantenir el seu ús per a dictar lleis i en les relacions internacionals, a més l'espanyol era l'única llengua escrita, atès que les nadiues (el bubi, el ndowé, el bisió i el bujeba) són de tradició oral. En l'actualitat l'espanyol està reconegut per la seva Constitució. Guinea Equatorial és un dels països més petits d'Àfrica, però també un dels més rics gràcies als seus jaciments de petroli i gas.
El país conserva la seva pròpia diversitat de llengües, però el castellà és la llengua nacional de caràcter oficial i de comunicació interètnica.
El castellà és parlat a Bioko i la zona costanera de Mbini (continental) per prop de 90% de la població i a zones de l'interior del continent per entre 60 i 70% de la població.

### Estadístiques
El 13,7% dels habitants parla castellà amb domini natiu i solen tenir més de 40 anys. La major part, l'altre 74% el parla com a segona llengua, ja que el castellà s'ensenya a les escoles. Del restant, 12,3%, no se'n sap el nivell de castellà, perquè caldria programes d'alfabetització. Això es tradueix pel fet que la major part de la població (prop del 88%) pot parlar-lo, però només vora un 10-15% de la població té un nivell alt de competència en castellà.

### Expectatives
Encara que el castellà gaudeix de bona salut a Guinea Equatorial actualment, corre grans riscos de deteriorar-se o fins i tot desaparèixer per la influència del francès, de l'anglès i del portuguès. L'anglès en raó de la presència de companyies petrolieres nord-americanes. El francès perquè els països veïns són de parla francesa, i el portuguès pel mateix motiu. Per tant, l'Institut Cervantes, i l'Agència Espanyola de Cooperació Internacional hi apliquen mesures per a mantenir l'ús i augmentar l'alfabetització en aqueixa llengua.
El 2009, la Reial Acadèmia Espanyola va incloure en el planter d'acadèmics 5 membres de Guinea Equatorial
D'ençà de 2009, Guinea Equatorial és membre associat de la Cimera Iberoamericana, i s'espera que en sigui membre de ple dret; de fet, Guinea Equatorial és membre de l'Organització d'Estats Iberoamericans.
El 29 d'abril de 2013, durant la Quarta reunió del Consell Interministerial del Govern equatoguineà, en la qual van participar el Primer Ministre del Govern, Vicente Ehate Tomi, el Segon Viceprimer Ministre, Alfonso Nsue Mokuy, i el titular d'Informació, Premsa i Ràdio, Agustín Nze Nfumu, abordaren i aprovaren l'avantprojecte de decret presidencial pel qual es crea l'Acadèmia Equatoguineana de la Llengua Espanyola.
El President de Guinea Equatorial, Teodoro Obiang, va crear a l'octubre de 2013 l'Acadèmia Equatoguineana de la Llengua Espanyola, segons va anunciar el director de la Reial Acadèmia Espanyola, José Manuel Blecua Perdices, qui també anuncià que per primer cop el Diccionari de la RAE contindria termes del castellà de Guinea. En abril de 2014 Teodoro Obiang fou convidat a fer unes conferències sobre el castellà a Àfrica a l'Institut Cervantes de Brussel·les.

### Mitjans de comunicació
El 31 de maig de 2011 Guinea Equatorial va començar les emissions de la primera cadena africana de televisió 24 hores en castellà amb cobertura mundial, TVGE Internacional, que transmet via satèl·lit o en seva pàgina a la xarxa rtvgeint.tv.

## Descripció lingüística

### Fonologia
Els primers estudis ambiciosos del castellà tal com era parlat a Guinea Equatorial es deu a Castillo Barril (1964, 1969). En aquests estudis el seu autor conclou que el castellà parlat per cada grup ètnic important de Guinea Equatorial difereix a causa del fet que la llengua bantu, pidgin o crioll que parlen, transfereix característiques diferents de l'espanyol parlat pels equatoguineans que en aquesta època generalment era una segona llengua. Per exemple els annobonensos són ieïstes i seseants, els fang tendeixen a simplificar diftongs (bueno > bono) i els "playeros" o ndowé practiquen la lenició ocasional /k/ > [x] o [h].
Entre els trets que ea poden trobar en les diferents varietats de castellà equatoguineà hi ha:
- Absència total del fonema vibrant múltiple "rr", fent de caro i carro homòfons.
- Els fonemes /b, d, g/ s'articulen com oclusius en tots els contextos fonètics, mai com a aproximants com passa en la resta de varietats d'espanyol.
- Freqüentment /d/ s'articula com a vibrant simple [ɾ].[14]
- Els fonemes /p, t, k/ es poden sonoritzar, convertint-los en [b], [d] i [g] respectivament, especialment després de nasal.
- El fonema /ʎ/ s'articula feblement o es perd: botea.
- La /x/ pot variar de vetllar [x] a una aspiració [h].
- La /f/ s'articula bilabialment [φ] o es torna [θ].
- Es distingeix entre /θ/ (escrit "z" o "ce, ci") i /s/: casa ['kasa], caza ['caθa], com en el dialecte castellà peninsular septentrional, encara que també s'observa seseo assimilant-se ambdues a la consonant fricativa alveolar sorda /s/.
- Les paraules es diuen amb marcada separació l'una de l'altra.
- La major part de l'ètnia bubi pronuncia la "r" de forma gutural [ʀ], com el so de la "r" inicial del francès.
- La majoria dels ndowés intercanvien la "g" i la "j" per exemple en comptes de jugar tendeixen a dir gujar.

### Perfil morfosintàctic
S'adverteix:
- Extensió de l'ús del femení.
- Omissions de l'article.
- S'intercanvien els usos de "tu" i "vostè".
- Ocupació redundant i ús diferent de pronoms reflexius i preposicions.
- Freqüent ús del gerundi i mescla dels modes indicatiu i subjuntiu.
- S'usa la segona persona del plural igual que en l'Espanya peninsular ("vosaltres" i les seves conjugacions), si bé també s'empra el "vostès".
- Ús peculiar de la preposició en per a marcar un locatiu de direcció: Voy en Bata 'Vaig a Bata'.[15] Aquest ús també es produeix en el portuguès angolès.